# Кошаркашка репрезентација Србије до 20 и 21 година
Кошаркашке репрезентације Србије до 20 и 21 година су национални кошаркашки тимови Србије за играче до 20, односно 21 година.

## Репрезентација Србије до 20 година наЕвропским првенствима

### Учинак
| Година                        | Земља домаћин      | Позиција         | Ут.              | Поб.             | Пор.             |
| ----------------------------- | ------------------ | ---------------- | ---------------- | ---------------- | ---------------- |
| Савезна Република Југославија |                    |                  |                  |                  |                  |
| 1992.                         | Грчка              | Није учествовала | Није учествовала | Није учествовала | Није учествовала |
| 1994.                         | Словенија          | Није учествовала | Није учествовала | Није учествовала | Није учествовала |
| 1996.                         | Турска             |                  | 7                | 5                | 2                |
| 1998.                         | Италија            |                  | 8                | 7                | 1                |
| 2000.                         | Македонија         | 5.               | 8                | 6                | 2                |
| 2002.                         | Литванија          | 7.               | 8                | 5                | 3                |
| Србија и Црна Гора            |                    |                  |                  |                  |                  |
| 2004.                         | Чешка              | 5.               | 8                | 6                | 2                |
| 2005.                         | Русија             |                  | 8                | 6                | 2                |
| 2006.                         | Турска             |                  | 8                | 8                | 0                |
| Србија                        |                    |                  |                  |                  |                  |
| 2007.                         | Словенија, Италија |                  | 8                | 7                | 1                |
| 2008.                         | Летонија           |                  | 8                | 7                | 1                |
| 2009.                         | Грчка              | 11.              | 8                | 3                | 5                |
| 2010.                         | Хрватска           | 7.               | 9                | 4                | 5                |
| 2011.                         | Шпанија            | 13.              | 9                | 7                | 2                |
| 2012.                         | Словенија          | 4.               | 9                | 7                | 2                |
| 2013.                         | Естонија           | 13.              | 9                | 6                | 3                |
| 2014.                         | Грчка              |                  | 10               | 8                | 2                |
| 2015.                         | Италија            |                  | 10               | 10               | 0                |
| 2016.                         | Финска             | 11.              | 7                | 4                | 3                |
| 2017.                         | Грчка              | 5.               | 7                | 5                | 2                |
| 2018.                         | Немачка            | 6.               | 7                | 5                | 2                |
| 2019.                         | Израел             | 15.              | 7                | 3                | 4                |
| 2022.                         | Црна Гора          | Није учествовала | Није учествовала | Није учествовала | Није учествовала |
| 2023.                         | Грчка              | 5.               | 7                | 5                | 2                |
| 2024.                         | Пољска             | 11.              | 7                | 4                | 3                |
| 2025.                         | Грчка              | 4.               | 7                | 5                | 2                |
| Укупно                        | Укупно             | 5 x 3 x          | 184              | 133              | 51               |

### Састави који су освајали медаље
- 1996.

играчи: Златко Болић, Харис Бркић, Предраг Дробњак, Срђан Ђурић, Никола Јестратијевић, Горан Караџић, Мишел Лазаревић, Драган Луковски, Драган Марковић, Дејан Мишковић, Јово Станојевић, Владо Шћепановић
селектор: Рајко Тороман
- 1998.

играчи: Ратко Варда, Александар Глинтић, Милан Дозет, Марко Јарић, Дејан Милојевић, Стеван Нађфеји, Веселин Петровић, Бојан Обрадовић, Игор Ракочевић, Јово Станојевић, Драган Ћеранић
селектор: Горан Бојанић
- 2005.

играчи: Борис Бакић, Лука Богдановић, Новица Величковић, Владимир Голубовић, Тадија Драгићевић, Иван Мараш, Владимир Мицов, Миљан Ракић, Бранислав Ратковица, Урош Трипковић, Никола Пековић, Милован Раковић
селектор: Лука Павићевић
- 2006.

играчи: Борис Бакић, Новица Величковић, Тадија Драгићевић, Никола Драговић, Бранко Јереминов, Драган Лабовић, Иван Мараш, Ненад Мијатовић, Иван Паунић, Никола Пековић, Миљан Ракић, Миленко Тепић
селектор: Мирослав Николић
- 2007.

играчи: Никола Драговић, Марко Ђурковић, Ненад Зивчевић, Бранко Јереминов, Максим Ковачевић, Драган Лабовић, Стефан Николић, Урош Николић, Иван Паунић, Милош Теодосић, Миленко Тепић, Владимир Штимац
селектор: Влада Вукоичић
- 2008.

играчи: Петар Деспотовић, Младен Јеремић, Душан Катнић, Марко Кешељ, Никола Копривица, Бобан Марјановић, Милан Мачван, Бојан Радетић, Мирослав Радуљица, Стефан Синовец, Стефан Стојачић, Марко Чакаревић
селектор: Слободан Клипа
- 2014.

играчи: Михајло Андрић, Петар Аранитовић, Огњен Добрић, Младен Ђорђевић, Никола Јанковић, Огњен Јарамаз, Ђорђе Каплановић, Јован Новак, Стефан Пот, Никола Ребић, Марко Тејић, Ђоко Шалић
селектор: Дејан Мијатовић
- 2015.

играчи: Драган Апић, Божидар Бабовић, Александар Бурсаћ, Марко Гудурић, Дејан Давидовац, Раде Загорац, Огњен Јарамаз, Ђорђе Каплановић, Петар Ракићевић, Никола Ребић, Марко Тејић, Ђоко Шалић
селектор: Владимир Ђокић

### Појединачне награде
| Година | Најкориснији играч | Члан(ови) идеалног тима        |
| ------ | ------------------ | ------------------------------ |
| 1998.  | Игор Ракочевић     | —                              |
| 2003.  | —                  | Иван Кољевић                   |
| 2005.  | —                  | Лука Богдановић                |
| 2006.  | —                  | Никола Пековић                 |
| 2007.  | Милош Теодосић     | Драган Лабовић, Милош Теодосић |
| 2008.  | Мирослав Радуљица  | Мирослав Радуљица              |
| 2014.  | —                  | Никола Јанковић                |
| 2015.  | Марко Гудурић      | Марко Гудурић, Никола Ребић    |
| 2025.  | —                  | Павле Николић                  |

## Репрезентација Србије до 21 године наСветским првенствима

### Учинак
| Година                        | Земља домаћин | Позиција         | Ут.              | Поб.             | Пор.             |
| ----------------------------- | ------------- | ---------------- | ---------------- | ---------------- | ---------------- |
| Савезна Република Југославија |               |                  |                  |                  |                  |
| 1993.                         | Шпанија       | Није учествовала | Није учествовала | Није учествовала | Није учествовала |
| 1997.                         | Аустралија    |                  | ?                | ?                | ?                |
| 2001.                         | Јапан         | Није учествовала | Није учествовала | Није учествовала | Није учествовала |
| Србија и Црна Гора            |               |                  |                  |                  |                  |
| 2005.                         | Аргентина     | Није учествовала | Није учествовала | Није учествовала | Није учествовала |
| Укупно                        | Укупно        | 1 x              | ?                | ?                | ?                |

### Састави који су освајали медаље
- 1997.

играчи: Драган Басарић, Александар Глинтић, Драган Луковски, Александар Нађфеји, Ђуро Остојић, Веселин Петровић, Игор Ракочевић, Јово Станојевић, Александар Чубрило, Владо Шћепановић, Ненад Чанак